# Kucsera János
Kucsera János (Szilézia, 17. század – Rózsahegy, 1649. február 6.) iskolai rektor.

## Élete
Iskolarektor volt Rózsahegyen (Liptó megyében), 1638-tól a wittenbergi egyetemen tanult.

## Művei
- Disputatio ethica de virtute heroica. Leutschoviae, 1641.
- Disqvisitio Mathematico-Theologica De Computo per I. Principia methodica. II. Consectaria selecta. III. Scholia dilucida. IV. Problemata succincta, lepide disposita. Quam in disputationem publicam producit Johannes Kuzera, ... Respondente Andrea Oczovvino. Uo. 1642.
- Disputatio Ethica De Virtvtibvs Homiliticis. Comitate, Veracitate, & Urbanitate. Quam ... in Illustri Rosenbergensi Gymnasio sub Praesidio Johannis Kuserae, ejusdem gymnasij Directoris supremi. Publicè ventillandam exhibet Petrus Zolnay Junior ad diem 27. Augusti ... Uo. 1642.
- Disquisito publica historico-theologica, quae hodiernam Romanam Ecclesiam, oratione illius Christophori Magni nec non coronae B. Virginis Mariae, horrendae idololatriae convincit. Uo. 1643.
- Dissipatio Phosphori fatui coecos 10. radios spargentis quem Thomas Belavius Canonicus Posoniensis è fumo pingvi formavit & in Aëre Lyptoviensi suspendit Autore Johanne Kuzera ... Uo. 1644.
- Thematum philosophicorum fasiculus. Uo. 1644.
- Consilium, quomodo Papismi armatura prudenter sit diripenda. Uo. 1645.